# Томашовка (Сумская область)
Томашовка (укр. Томашівка) — село, Томашовский сельский совет, Недригайловский район, Сумская область, Украина.
Код КОАТУУ — 5923586201. Население по переписи 2001 года составляло 669 человек.
Является административным центром Томашовского сельского совета, в который, кроме того, входят сёла Беседовка, Закроевщина, Корытище и Косенки.

## Географическое положение
Село Томашовка находится на берегу реки Бишкинь,
выше по течению примыкает село Смелое (Роменский район),
ниже по течению на расстоянии в 4 км расположено село Малые Будки.

## История
- Первое письменное упоминание о селе Томашовка принадлежит к 20-м годам XVIII века.

## Экономика
- «Надежда СНТ», ООО.

## Объекты социальной сферы
- Школа.